# Serra da Ibiapaba
Serra da Ibiapaba är en bergskedja i Brasilien. Den ligger i den östra delen av landet, 1 500 km nordost om huvudstaden Brasília.
Omgivningarna runt Serra da Ibiapaba är huvudsakligen savann. Runt Serra da Ibiapaba är det glesbefolkat, med 10 invånare per kvadratkilometer.